# Man Is the Bastard
A Man is the Bastard egy hét évig működött együttes volt az USA-ból. 1990-ben alakultak meg a kaliforniai Claremont-ban, és 1997-ben oszlottak fel. A zenekar főleg a hardcore punk és a hasonló jellegű "powerviolence" műfajban játszott, de jelen voltak a sludge metal és noise rock műfajokban is. Két nagylemezt és több egyéb albumot dobtak piacra. Feloszlásuk után a tagok új zenekart alapítottak, Bastard Noise néven, amely egészen a mai napig aktív.
Az együttes lemezeit a Gravity Records, Deep Six Records, Slap-a-Ham Records és Vermiform Records kiadók jelentették meg.
A zenekar kabalája/emblémája egy koponya. Az "Akron/Family" nevű indie együttes felhasználta a koponyát pólók mintájaként, ezért a MITB pert indított ellenük.

## Tagok
- Eric Wood - ének, basszusgitár
- Joel Conell - dobok
- Henry Barnes - gitár, elektronika
- Aaron Kenyon - basszusgitár, éneklés
- Bill Nelson - elektronika
- Andrew Beattie - éneklés
- Israel Lawrence - éneklés, elektronika

## Diszkográfia
Stúdióalbumok
- Sum of the Men: "The Brutality Continues..." (1991)
- Thoughtless... (1995)